# Ka'iulani
Kaʻiulani, nascida Victoria Kawēkiu Kaʻiulani Lunalilo Kalaninuiahilapalapa Cleghorn, (Honolulu, 16 de outubro de 1875 – Honolulu, 6 de março de 1899) foi a única filha da princesa Miriam Likelike e a última herdeira aparente do trono do Reino do Havaí. Ela era sobrinha do Rei Kalākaua e da Rainha Liliʻuokalani. Após a morte de sua mãe, a princesa Kaʻiulani foi enviada para a Europa aos 13 anos para completar sua educação sob a tutela do empresário britânico e investidor de açúcar havaiano Theo H. Davies. Ela ainda não tinha completado dezoito anos quando a derrubada do reino havaiano em 1893 mudou sua vida. O Governo Provisório do Havaí rejeitou os apelos de seu pai, Archibald Scott Cleghorn, e do presidente provisório Sanford B. Dole, para colocar Ka'iulani no trono, sob condição da abdicação de Lili'uokalani. A Rainha achava que a melhor chance de justiça do Reino era ceder seu poder temporariamente aos Estados Unidos.
Davies e Kaʻiulani visitaram os Estados Unidos para pedir a restauração do Reino. Ela fez discursos e aparições públicas denunciando a derrubada de seu governo e a injustiça contra seu povo. Enquanto estava em Washington, D.C., ela fez uma visita informal ao presidente Grover Cleveland e à primeira-dama Frances Cleveland, mas seus esforços foram em vão. A situação deixou Kaʻiulani e seu pai em grandes dificuldades financeiras. Seu estipêndio anual do governo cessou e a renda de seu pai como funcionário público chegou ao fim. Pai e filha passaram os anos de 1893 a 1897 vagando entre a aristocracia europeia, parentes e amigos da família na Inglaterra, País de Gales, Escócia e Paris, antes de finalmente retornar ao Havaí.
Depois de voltar ao Havaí em 1897, Kaʻiulani se estabeleceu como uma cidadã particular e se ocupou com compromissos sociais. Ela e Liliʻuokalani boicotaram a cerimônia de anexação de 1898 e lamentaram a perda da independência do Havaí. No entanto, ela mais tarde recebeu a delegação do Congresso americano encarregada de formalizar a Lei Orgânica Havaiana. Ela sofreu de problemas crônicos de saúde durante a década de 1890 e morreu em sua casa em ʻĀinahau em 1899.

## Nome
Kaʻiulani nasceu em Honolulu, na ilha de Oʻahu, no Reino do Havaí. Em seu batizado, ela foi chamada Victoria Kawēkiu Kaʻiulani Lunalilo Kalaninuiahilapalapa Cleghorn. Em 1898, sua tia Liliʻuokalani o escreveu como Victoria Kaʻiulani, Kalaninuiahilapalapa, Kawēkiu i Lunalilo ou Victoria Kawēkiu Lunalilo Kalaninuiahilapalapa Kaʻiulani Cleghorn em suas memórias Hawaii's Story by Hawaii's Queen. Kaʻiulani recebeu o nome de sua tia materna Anna Kaʻiulani, que morreu jovem, e da Rainha Vitória do Reino Unido, cuja ajuda restaurou a soberania e independência do Reino do Havaí durante o reinado de Kamehameha III. Seu nome havaiano principal vem de ka ʻiu lani, que significa "o ponto mais alto do céu" ou "o sagrado real" na língua havaiana. Kawēkiu significa "a mais alta classificação ou posto". A pedido de Charles Kana'ina, ela também recebeu o nome de Lunalilo, traduzido como Luna (alto) lilo (perdido) ou "tão alto que se perde de vista", em homenagem ao filho de Kana'ina e antecessor de seu tio, o Rei Kalākaua, Rei Lunalilo (r. 1873-1874) para fortalecer sua elegibilidade ao trono. O nome Kalaninuiahilapalapa significava sua associação com a casa real de Keawe (governantes tradicionais da ilha do Havaí) e as chamas da tocha que queima ao meio-dia, um símbolo de kapu, usado pela Casa de Kalākaua desde seu ancestral Iwikauikaua.

### Livros e revistas
- Allen, Helena G. (1982). The Betrayal of Liliʻuokalani: Last Queen of Hawaii, 1838–1917. Glendale, CA: Arthur H. Clark Company. ISBN 978-0-87062-144-4. OCLC 9576325
- Andrade, Ernest Jr. (1990). «Great Britain and the Hawaiian Revolution and Republic, 1893–1898» (PDF). Honolulu: Hawaiian Historical Society. The Hawaiian Journal of History. 24: 91–116. OCLC 60626541. hdl:10524/562. Consultado em 22 de julho de 2020. Cópia arquivada (PDF) em 26 de junho de 2020
- Armstrong, William N. (1904). Around the World with a King. New York: F. A. Stokes Company. OCLC 489773. Consultado em 22 de julho de 2020. Cópia arquivada em 17 de março de 2016
- Askman, Douglas V. (2008). «Her Majesty's Disloyal Opposition: An Examination of the English-Language Version of Robert Wilcox's the Liberal, 1892–1893» (PDF). Honolulu: Hawaiian Historical Society. The Hawaiian Journal of History. 42: 177–200. OCLC 60626541. hdl:10524/135. Consultado em 22 de julho de 2020. Cópia arquivada (PDF) em 26 de junho de 2020
- Baur, John E. (1922). «When Royalty Came To California». Honolulu: Hawaiian Historical Society. California Historical Society Quarterly. 67: 244–264
- Bunford, Stephen R. (2011). «Kaʻiulani, the Peacock Princess». Kamehameha's Crown: A History of the Hawaiian Monarchy. Bloomington, IN: Worldclay. pp. 184–196. ISBN 978-1-60481-945-8. OCLC 865107256. Consultado em 22 de julho de 2020. Cópia arquivada em 10 de julho de 2020
- Clark, John R. K. (2011). Hawaiian Surfing: Traditions from the Past. Honolulu: University of Hawaii Press. ISBN 978-0-8248-6032-5. OCLC 794925343
- Cleghorn, Thomas A. K.; Cleghorn, Nellie Yarnell Maxwell; Argow, Dorothy; Allen, Katherine B. (1979). «Thomas Alexander Kaulaahi Cleghorn» (PDF). Honolulu. The Watumull Foundation, Oral History Project: 1–82. OCLC 10006035. hdl:10524/48595. Consultado em 22 de julho de 2020. Cópia arquivada (PDF) em 27 de junho de 2020
- Davies, Theophilus Harris (1893). «The Hawaiian Situation». The North American Review. 156 (438): 605–610. ISSN 0029-2397. JSTOR 25103136. OCLC 84186580
- Dole, Sanford B. (1936).  Farrell, Andrew, ed. Memoirs of the Hawaiian Revolution. Honolulu: Honolulu, Advertiser Publishing Company. OCLC 4823270. Consultado em 22 de julho de 2020. Cópia arquivada em 29 de dezembro de 2019
- Dudoit, D. Mähealani, ed. (2002). ʻÖiwi: A Native Hawaiian Journal. 2. Honolulu: Kuleana ʻÖiwi Press. ISBN 0-9668220-2-1. OCLC 402770968
- Environmental Impact Statement Preparation Notice: Princess Kaʻiulani Renovation & Development and the Replacement of the Moana Surfrider Hoetel Diamond Head with a New Tower (PDF). Honolulu: Kyo-ya Hotel & Resorts, LP. Fevereiro de 2009
- Feeser, Andrea; Chan, Gaye (2006). Waikiki: A History of Forgetting and Remembering. Honolulu: University of Hawaii Press. ISBN 978-0-8248-2979-7. JSTOR ctt6wqr1w. OCLC 1090204874
- Fojas, Camilla (2014). Islands of Empire: Pop Culture and U.S. Power. Austin: University of Texas Press. pp. 93–94. ISBN 978-0-292-75632-8. JSTOR 10.7560/756304.8. OCLC 958293300. doi:10.7560/756304
- Forbes, David W. (1992). Encounters with Paradise: Views of Hawaii and Its People, 1778–1941. Honolulu: Honolulu Academy of Arts. ISBN 978-0-7103-0454-4. OCLC 24550242
- Forbes, David W., ed. (2003). Hawaiian National Bibliography, 1780–1900, Volume 4: 1881–1900. 4. Honolulu: University of Hawaii Press. ISBN 978-0-8248-2636-9. OCLC 123279964. Consultado em 22 de julho de 2020. Cópia arquivada em 13 de junho de 2020
- Haley, James L. (2014). Captive Paradise: A History of Hawaii. New York: St. Martin's Press. ISBN 978-0-312-60065-5. OCLC 865158092. Consultado em 22 de julho de 2020. Cópia arquivada em 13 de junho de 2020
- Hawaii Legislature (1882). Chapter XLVI. An Act Making Specific Appropriations For The Use Of The Government During The Two Years Which End With The 31st Day Of March, In The Year One Thousand Eight Hundred And Eighty-Four. Laws of His Majesty Kalakaua, King of the Hawaiian Islands: Passed by the Legislative Assembly at Its Session of 1882. Honolulu: Black & Auld. pp. 107–121. OCLC 42350849. Consultado em 22 de julho de 2020. Cópia arquivada em 9 de julho de 2020
- Hawaii Legislature (1888). Chapter LXXV. An Act Making Specific Appropriations For The Use Of The Government During The Two Years Which End With The 31st Day Of March, In The Year A. D. 1890. Laws of His Majesty Kalakaua, King of the Hawaiian Islands: Passed by the Legislative Assembly at Its Session of 1882. Honolulu: Black & Auld. pp. 166–181. OCLC 42350849. Consultado em 22 de julho de 2020. Cópia arquivada em 9 de julho de 2020
- Hawaii Legislature (1892). Chapter LXXVIII. An Act Making Specific Appropriations For The Use Of The Government During The Two Years Which End With The 31st Day Of March, In The Year A. D. 1894. Laws of Her Majesty Liliʻuokalani, Queen of the Hawaiian Islands: Passed by the Legislative Assembly at Its Session, 1892. Honolulu: Robert Grieve. pp. 197–228. OCLC 156231006. Consultado em 22 de julho de 2020. Cópia arquivada em 26 de junho de 2020
- Hodges, William C., Jr. (1918). The Passing of Liliʻuokalani: Preceded by a Brief Historical Interpretation of the Life of Liliʻuokalani of Hawaii. Honolulu: Honolulu Star-Bulletin. OCLC 4564101. Consultado em 22 de julho de 2020. Cópia arquivada em 12 de julho de 2017
- Hoyt, Edwin Palmer (1983). Davies: The Inside Story of a British-American Family in the Pacific and Its Business Enterprises. Honolulu: Topgallant Publishing Company. ISBN 978-0-914916-57-4. OCLC 10198570
- Iaukea, Sydney Lehua (2012). The Queen and I: A Story of Dispossessions and Reconnections in Hawaiʻi. Berkeley: University of California Press. ISBN 978-0-520-95030-6. OCLC 763161035. Consultado em 22 de julho de 2020. Cópia arquivada em 12 de abril de 2020
- Johnstone, Arthur (1905). Recollections of Robert Louis Stevenson in the Pacific. [S.l.]: London : Chatto & Windus. OCLC 978647261
- Judd, A. Francis; Hawaiian Historical Society (1936). «Lunalilo, the Sixth King of Hawaii» (PDF). Honolulu: Hawaiian Historical Society. Forty-Fourth Annual Report of the Hawaiian Historical Society for the Year 1935: 27–43. hdl:10524/50. Consultado em 22 de julho de 2020. Cópia arquivada (PDF) em 26 de junho de 2020
- Kaeo, Peter; Queen Emma (1976).  Korn, Alfons L., ed. News from Molokai, Letters Between Peter Kaeo & Queen Emma, 1873–1876 (PDF). Honolulu: The University Press of Hawaii. ISBN 978-0-8248-0399-5. OCLC 2225064. hdl:10125/39980. Consultado em 22 de julho de 2020. Cópia arquivada (PDF) em 27 de junho de 2020
- Kam, Ralph Thomas (2017). Death Rites and Hawaiian Royalty: Funerary Practices in the Kamehameha and Kalākaua Dynasties, 1819–1953. S. I.: McFarland, Incorporated, Publishers. ISBN 978-1-4766-6846-8. OCLC 966566652. Consultado em 21 de agosto de 2018. Cópia arquivada em 24 de dezembro de 2019
- Kam, Ralph Thomas (2011). «The Legacy of ʻĀinahau: The Genealogy of Kaʻiulani's Banyan» (PDF). Honolulu: Hawaiian Historical Society. The Hawaiian Journal of History. 45: 49–68. OCLC 60626541. hdl:10524/33781. Consultado em 22 de julho de 2020. Cópia arquivada (PDF) em 26 de junho de 2020
- Kamae, Lori (1980). The Empty Throne. Honolulu: Topgallant Publishing Co. ISBN 978-0-914916-44-4. OCLC 7080687. Consultado em 22 de julho de 2020. Cópia arquivada em 29 de dezembro de 2019
- Kamehiro, Stacy L. (2009). The Arts of Kingship: Hawaiian Art and National Culture of the Kalākaua Era. Honolulu: University of Hawaii Press. ISBN 978-0-8248-3263-6. OCLC 663885792
- Kanahele, George S. (1995). Waikīkī, 100 B.C. to 1900 A.D.: An Untold Story. Honolulu: University of Hawaii Press. ISBN 978-0-8248-1790-9. OCLC 33009852
- Kuykendall, Ralph Simpson (1943). «Negotiation of the Hawaiian Annexation Treaty of 1893» (PDF). Honolulu: Hawaiian Historical Society. Fifty-First Annual Report of the Hawaiian Historical Society for the Year 1942: 5–64. hdl:10524/90. Consultado em 22 de julho de 2020. Cópia arquivada (PDF) em 29 de junho de 2020
- Kuykendall, Ralph Simpson (1965) [1938]. The Hawaiian Kingdom 1778–1854, Foundation and Transformation. 1. Honolulu: University of Hawaii Press. ISBN 0-87022-431-X. OCLC 47008868. Consultado em 22 de julho de 2020. Cópia arquivada em 25 de setembro de 2014
- Kuykendall, Ralph Simpson (1953). The Hawaiian Kingdom 1854–1874, Twenty Critical Years. 2. Honolulu: University of Hawaii Press. ISBN 978-0-87022-432-4. OCLC 47010821. Consultado em 22 de julho de 2020. Cópia arquivada em 13 de dezembro de 2014
- Kuykendall, Ralph Simpson (1967). The Hawaiian Kingdom 1874–1893, The Kalākaua Dynasty. 3. Honolulu: University of Hawaii Press. ISBN 978-0-87022-433-1. OCLC 500374815. Consultado em 22 de julho de 2020. Cópia arquivada em 20 de janeiro de 2015
- Liliʻuokalani (1898). Hawaii's Story by Hawaii's Queen, Liliʻuokalani. Boston: Lee & Shepard. ISBN 978-0-548-22265-2. OCLC 2387226
- Linnea, Sharon (1999). Princess Kaʻiulani: Hope of a Nation, Heart of a People. Grand Rapids, MI: Eerdmans Young Readers. ISBN 978-0-8028-5088-1. OCLC 36727806
- Marumoto, Masaji (1976). «Vignette of Early Hawaii-Japan Relations: Highlights of King Kalākaua's Sojourn in Japan on His Trip around the World as Recorded in His Personal Diary» (PDF). Hawaiian Historical Society. The Hawaiian Journal of History. 10: 52–63. hdl:10524/291. Consultado em 22 de julho de 2020. Cópia arquivada (PDF) em 26 de junho de 2020
- Mcdermott, John F.; Choy, Zita Cup; Guerrero, Anthony P. S. (2015). «The Last Illness and Death of Hawaiʻi's King Kalākaua: A New Historical/Clinical Perspective Cover». Honolulu: Hawaiian Historical Society. The Hawaiian Journal of History. 49: 59–72. OCLC 60626541. doi:10.1353/hjh.2015.0002. hdl:10524/56606. Consultado em 21 de agosto de 2018. Cópia arquivada em 1 de agosto de 2018
- Mehmed, Ali (1998). «Hoʻohuiʻaina Pala Ka Maiʻa: Remembering Annexation One Hundred Years Ago». Honolulu: Hawaiian Historical Society. The Hawaiian Journal of History. 32: 141–154. OCLC 60626541. hdl:10524/358
- Mitchell, Aulii; Hazlett, Alexander Hazlett; Hammatt, Hallett H.; Shideler, David W. (abril de 2009). Cultural Impact Assessment Report for the Proposed Princess Kaʻiulani Redevelopment Project Waikīkī Ahupuaʻa, Kona District, Oʻahu TMK: [1] 2-6-022:001 and 041. Prepared for Kyo-ya Hotels and Resorts, LP (PDF). Final Environmental Impact Statement: Princess Kaʻiulani Renovation & Dvelopment and the Replacement of the Moana Surfrider Hotel Diamond Head Tower with a New Tower: Volume II: Appendices 13–20. Honolulu: Kyo-ya Hotel & Resorts, LP
- Moser, Patrick (dezembro de 2016). «The Endurance of Surfing in 19th-century Hawaiʻi». Wellington: The Polynesian Society. The Journal of the Polynesian Society. 125 (4): 411–432. OCLC 6925648463. doi:10.15286/jps.125.4.411-432
- Parker, David "Kawika" (2008). «Crypts of the Ali'i The Last Refuge of the Hawaiian Royalty». Tales of Our Hawaiʻi (PDF). Honolulu: Alu Like, Inc. OCLC 309392477. Arquivado do original (PDF) em 11 de novembro de 2013
- Peterson, Barbara Bennett, ed. (1984). Notable Women of Hawaii. Honolulu: University of Hawaii Press. ISBN 978-0-8248-0820-4. OCLC 11030010
- Proto, Neil Thomas (2009). The Rights of My People: Liliʻuokalani's Enduring Battle with the United States, 1893–1917. New York: Algora Publishing. ISBN 978-0-87586-720-5. OCLC 319248358. Consultado em 22 de julho de 2020. Cópia arquivada em 16 de julho de 2020
- Pukui, Mary Kawena; Elbert, Samuel H. (1986). Hawaiian Dictionary: Hawaiian-English, English-Hawaiian. Honolulu: University of Hawaii Press. ISBN 978-0-8248-0703-0. OCLC 12751521. Consultado em 22 de julho de 2020. Cópia arquivada em 1 de janeiro de 2015
- Pukui, Mary Kawena; Elbert, Samuel H.; Mookini, Esther T. (1974). Place Names of Hawaii. Honolulu: University of Hawaii Press. ISBN 978-0-8248-0524-1. OCLC 1042464. Consultado em 22 de julho de 2020. Cópia arquivada em 1 de novembro de 2019
- Quigg, Agnes (1988). «Kalakaua's Hawaiian Studies Abroad Program» (PDF). Honolulu: Hawaiian Historical Society. The Hawaiian Journal of History. 22: 170–208. OCLC 60626541. hdl:10524/103. Consultado em 22 de julho de 2020. Cópia arquivada (PDF) em 27 de junho de 2020
- Runyon, Rosanna; Yucha, Trevor; Shideler, David; Hammatt, Hallett H. (outubro de 2009). Draft Archaeological Inventory Survey Report for the Proposed Princess Kaʻiulani Redevelopment Project Waikīkī Ahupuaʻa, Kona District, Oʻahu TMK: [1] 2-6-022:001 and 041. Prepared for Kyo-ya Hotels and Resorts, LP (PDF). Final Environmental Impact Statement: Princess Kaʻiulani Renovation & Development and the Replacement of the Moana Surfrider Hoetel Diamond Head with a New Tower: Volume II: Appendices 13–20. Honolulu: Kyo-ya Hotel & Resorts, LP
- Schweizer, Niklaus Rudolf (1982). Hawaiʻi and the German Speaking Peoples. Honolulu: Topgallant Publishing Company. ISBN 978-0-914916-60-4. OCLC 611085646
- Severson, Don R.; Horikawa, Michael D.; Saville, Jennifer (2002). Finding Paradise: Island Art in Private Collections. Honolulu: Honolulu Academy of Arts; University of Hawaiʻi Press. ISBN 978-0-8248-2657-4. OCLC 123158782. Consultado em 22 de julho de 2020. Cópia arquivada em 19 de julho de 2020
- Stassen-McLaughlin, Marilyn (1999). «Unlucky Star – Princess Kaʻiulani» (PDF). Honolulu: Hawaiian Historical Society. The Hawaiian Journal of History. 33: 21–54. OCLC 60626541. hdl:10524/450. Consultado em 22 de julho de 2020. Cópia arquivada (PDF) em 17 de junho de 2020
- Stevenson, Robert Louis (1991) [1973].  A. Grove Day., ed. Travels in Hawaii. Honolulu: University of Hawaii Press. ISBN 978-0-8248-1397-0. OCLC 23217527. Consultado em 22 de julho de 2020. Cópia arquivada em 9 de julho de 2020
- Teves, Stephanie Nohelani (2018). «The Afterlife of Princess KaPredefinição:Ayiniulani». Defiant Indigeneity: The Politics of Hawaiian Performance. Chapel Hill: University of North Carolina Press. pp. 113–144. ISBN 978-1-4696-4056-3. JSTOR 10.5149/9781469640570_teves.9. OCLC 1028956434
- Teves, Stephanie Nohelani (2019). «Princess Ka'iulani Haunts Empire in Waīkikī». In:  Hokulani K. Aikau and Vernadette Vicuña Gonzalez. Detours: A Decolonial Guide to Hawaiʻi. Durham: Duke University Press. pp. 67–76. ISBN 978-1-4780-0720-3. JSTOR j.ctv11smvvj.14. OCLC 1089781742
- Thomas, Jean (1991). A History of the Customs Service in Hawaii, 1789–1989. Honolulu: Department of the Treasury, United States Customs Service, Pacific Region. OCLC 25424516
- Thrum, Thomas G., ed. (1901). «Latest Census-Hawaiian Islands. (From the Census Bulletin, Washington, D. C., Nov., 1900.)». Hawaiian Almanac and Annual for 1901. Honolulu: Honolulu Star-Bulletin. pp. 187–188. hdl:10524/31849
- Thrum, Thomas G., ed. (1909). «New Kalākaua Dynasty Tomb». All About Hawaii: The Recognized Book of Authentic Information on Hawaii. 36. Honolulu: Honolulu Star-Bulletin. pp. 105–110. Consultado em 20 de julho de 2020. Cópia arquivada em 26 de junho de 2020
- Van Dyke, Jon M. (2008). Who Owns the Crown Lands of Hawaiʻi?. Honolulu: University of Hawaii Press. ISBN 978-0-8248-3211-7. OCLC 163812857. Consultado em 22 de julho de 2020. Cópia arquivada em 22 de julho de 2020
- Waldron, Else (1967). Honolulu 100 Years Ago. Honolulu: Fisher Print Company. OCLC 433915. Consultado em 22 de julho de 2020. Cópia arquivada em 9 de julho de 2020
- Webb, Nancy; Webb, Jean Francis (1998) [1962]. Kaʻiulani: Crown Princess of Hawaii. Honolulu: Mutual Publishing. ISBN 978-1-56647-206-7. OCLC 265217757
- Zambucka, Kristin (1998). Princess Ka'iulani of Hawaiʻi: The Monarchy's Last Hope. Honolulu: Mutual Publishing. ISBN 978-1-56647-710-9. OCLC 149442849. Consultado em 21 de agosto de 2018. Cópia arquivada em 13 de junho de 2020

### Jornais e fontes online
- «Affairs In Hawaii». The Evening Republican. Meadville, PA. 16 de maio de 1895. p. 1. Consultado em 18 de junho de 2020. Cópia arquivada em 22 de julho de 2020
- «Betrothal of Royal Hawaiians». The San Francisco Call. 11 de fevereiro de 1898. p. 2, col. 1. Consultado em 18 de junho de 2020. Cópia arquivada em 20 de junho de 2020
- «Birthday Of Late Princess Kaiulani Observed By Pupils». Honolulu Star-Bulletin. Honolulu. 16 de outubro de 1916. p. 1. Consultado em 13 de dezembro de 2020
- Britton, Easkey (27 de dezembro de 2014). «Womens Surfing Roots». Sports International Magazine
- Burlingame, Burl (20 de outubro de 2009). «Missed opportunities abound in 'Princess' film». Honolulu Star-Bulletin. Honolulu. p. 30. Consultado em 22 de julho de 2020
- «Christmas». The Pacific Commercial Advertiser. Honolulu. 1 de janeiro de 1876. p. 2. Consultado em 12 de dezembro de 2020
- Dekneef, Matthew (8 de março de 2017). «15 extraordinary Hawaii women who inspire us all. We can all learn something from these historic figures». Hawaiʻi Magazine. Honolulu. Consultado em 7 de maio de 2017. Cópia arquivada em 8 de março de 2017
- «Dr. Walters is Dead on Coast». Honolulu Star-Bulletin. 23 de agosto de 1932. Consultado em 18 de junho de 2020. Cópia arquivada em 15 de junho de 2020
- «Electric Light». The Daily Bulletin. 22 de julho de 1886. p. Image 3, col. 2. Consultado em 22 de junho de 2020. Cópia arquivada em 27 de junho de 2020
- Farrell, Joseph (7 de maio de 2009). «The story of Robert Louis Stevenson and a Hawaiian princess». The National. Consultado em 18 de junho de 2020. Cópia arquivada em 3 de julho de 2020
- «Further Postponed – Annexation Treaty Abandoned By The Late Session». Evening Bulletin. Honolulu. 10 de março de 1893. p. 3. Consultado em 2 de julho de 2020. Cópia arquivada em 3 de julho de 2020
- «Hawaiian Matters – Princess Kaʻiulani Is Going to Be Married Soon». The Sacramento Bee. Sacramento. 17 de novembro de 1897. p. 1. Consultado em 18 de junho de 2020
- «Her Only Plaint». The San Francisco Call. San Francisco. 2 de março de 1893. p. 1. Consultado em 2 de julho de 2020. Cópia arquivada em 3 de julho de 2020
- «H.R.H. Princess Kaʻiulani Proclaimed Successor to the Throne of Hawaii». The Pacific Commercial Advertiser. 10 de março de 1891. Consultado em 18 de junho de 2020
- Hulstrand, Janet (8 de maio de 2009). «Kaʻiulani: Hawaii's Island Rose». Smithsonian Magazine. Smithsonian Institution. Consultado em 18 de novembro de 2018. Cópia arquivada em 18 de novembro de 2018
- «Is Now In Kawaiahao». Evening Bulletin. 11 de março de 1899. Consultado em 18 de junho de 2020. Cópia arquivada em 16 de junho de 2020
- «Kaʻiulani alleged engagement to – her father denies it». The Hawaiian Gazette. 2 de maio de 1893. Consultado em 18 de junho de 2020
- «Kaʻiulani's Appeal». The Boston Globe. 2 de março de 1893. Consultado em 18 de junho de 2020
- «Kaiulani's Gay Chatter». The Sun. New York. 24 de outubro de 1897. p. 5. Consultado em 2 de dezembro de 2020
- «Kalakaua Visits Edison». The Sun. 26 de setembro de 1881. p. Image 1, Col. 7. Consultado em 22 de junho de 2020. Cópia arquivada em 29 de junho de 2020
- Kapiikauinamoku (11 de dezembro de 1955). «Chiefess Recognizes Exalted Birth of Kaʻiulani – Song of Eternity». The Honolulu Advertiser. Honolulu. p. 60. Consultado em 4 de julho de 2018
- Kay, Jeremy (9 de fevereiro de 2010). «Roadside drawn to Hawaiian biopic Princess Kaʻiulani: Roadside Attractions has acquired all US rights to Marc Forby's Hawaiian historical biopic Princess Kaʻiulani». Screen Daily. Consultado em 7 de maio de 2010. Cópia arquivada em 28 de junho de 2010
- «Kuehne Beveridge's Bust of Kaʻiulani». The Butte Daily Post. Butte, MT. 15 de abril de 1899. p. 14. Consultado em 18 de junho de 2020
- Leong, Lavonne (dezembro de 2009). «Unseen Treasures». Honolulu Magazine. Honolulu. Consultado em 18 de junho de 2020. Cópia arquivada em 17 de junho de 2020
- «Local and General». The Pacific Commercial Advertiser. Honolulu. 8 de março de 1884. p. 5. Consultado em 15 de abril de 2020
- Martin, Andy (9 de abril de 2012). «Britain's original beach boys». The Times. London. Consultado em 2 de dezembro de 2020
- Museum of British Surfing (2012). «Hawaiian royals surf Bridlington – in 1890!». Museum of British Surfing. Consultado em 2 de dezembro de 2020
- «No Wonder Theophilus Wanted Kaʻiulani to Have a Future». The Hawaiian Gazette. 26 de junho de 1894. Consultado em 18 de junho de 2020
- «Not In A Hurry». The Pacific Commercial Advertiser. Honolulu. 11 de março de 1893. p. 4. Consultado em 2 de julho de 2020. Cópia arquivada em 3 de julho de 2020
- «Over 20,000 people saw the funeral». The Pacific Commercial Advertiser. 13 de março de 1899. Consultado em 19 de junho de 2020
- «Passengers Departed on December 6, 1898». Evening Bulletin. 6 de dezembro de 1898. Consultado em 23 de junho de 2020
- Perry, John W. (outubro–novembro de 2003). «The Island Rose». Hana Hou!. 6 (5). Honolulu. Consultado em 15 de dezembro de 2010. Cópia arquivada em 15 de dezembro de 2010
- «Prince David Denies». The Hawaiian Star. 19 de fevereiro de 1898. Consultado em 18 de junho de 2020. Cópia arquivada em 14 de junho de 2020
- «A Positive Denial – Kaʻiulani Had no Throne or Flag to Be Deprived or Robbed of». The Nebraska State Journal. Lincoln. 21 de fevereiro de 1893. p. 1. Consultado em 1 de julho de 2020
- «Relief Is Ready – Honolulu Ladies Quickly Form Red Cross Corps». The Hawaiian Gazette. Honolulu. 7 de junho de 1898. p. 5. Consultado em 18 de junho de 2020
- Rix, Alice (7 de agosto de 1898). «The Princess Who Wanted to Be Queen». The San Francisco Call. Richmond. pp. 17, 29. Consultado em 22 de julho de 2020. Cópia arquivada em 22 de junho de 2020
- «A Royal Christening». The Hawaiian Gazette. Honolulu. 29 de dezembro de 1875. p. 2. Consultado em 27 de junho de 2020. Cópia arquivada em 29 de junho de 2020
- Ryan, Tim (21 de janeiro de 1993). «Legacy of a princess». Honolulu Star-Bulletin. Honolulu. p. 21. Consultado em 22 de julho de 2020
- «The Succession Princess Kaʻiulani Proclaimed Successor to the Hawaiian Throne». The Daily Bulletin. XV (57). Honolulu. 9 de março de 1891. Image 2, col. 2. Consultado em 15 de outubro de 2017. Cópia arquivada em 3 de outubro de 2017
- «Say Tis Not True». The Hawaiian Star. Honolulu. 16 de novembro de 1897. p. 8. Consultado em 18 de junho de 2020. Cópia arquivada em 21 de junho de 2020
- Scott, Marjorie J. (8 de setembro de 1995). «Contributions of royal family recognized». The Honolulu Advertiser. Honolulu. p. 17. Consultado em 4 de julho de 2018. Cópia arquivada em 30 de julho de 2018
- Tighe, Michael (9 de agosto de 1998). «Hawaii's Own: A look at a century of annexation». Associated Press. Consultado em 30 de março de 2010. Cópia arquivada em 6 de julho de 2010
- «Town Life Joys». The Pacific Commercial Advertiser. Honolulu. 10 de setembro de 1898. p. 3. Consultado em 18 de junho de 2020. Cópia arquivada em 22 de julho de 2020
- Tsai, Michael (17 de outubro de 2009). «Ka'iulani film met with applause, disappointment». The Honolulu Advertiser. Consultado em 22 de outubro de 2009. Arquivado do original em 21 de outubro de 2009
- Viotti, Vicki (7 de setembro de 1993). «Docudrama looks at princess who lost her legacy». The Honolulu Advertiser. Honolulu. p. 13. Consultado em 22 de julho de 2020
- «Was Not Ready». The Pacific Commercial Advertiser. 28 de junho de 1898. p. 3. Consultado em 18 de junho de 2020. Cópia arquivada em 19 de junho de 2020
- Wood, Ben (27 de setembro de 2008). «Kaiulani surfed while studying in England». Honolulu Star-Bulletin. Honolulu. p. 35. Consultado em 2 de dezembro de 2020
- «Wood-Parker – Two Prominent Hawaiians Joined in Wedlock – Gay Festivities at Mana-i-ka-Uhiwai». The Independent. 19 de dezembro de 1898. Consultado em 23 de junho de 2020. Cópia arquivada em 26 de junho de 2020